# 乙醇胺
乙醇胺，又稱2-氨基乙醇、2-羥基乙胺、单乙醇胺或一乙醇胺，英文縮寫ETA或MEA，化學式C2H7NO，是一種伯胺有機化合物。具有吸濕性、毒性、可燃性和腐蝕性。存在於磷脂，並與膽鹼共存，因此乙醇胺也稱為膽胺。

## 性質

### 物理性質
常溫常壓下呈無色透明的粘稠液體，具有氨氣味，呈鹼性。能與水、乙醇、丙酮互溶，溶於微熱的苯，微溶於乙醚和四氯化碳。

### 化學性質
乙醇胺能吸收二氧化碳和硫化氫，與酸反應生成酯。乙醇胺和脂肪酸反應，生成烷基醇酰胺，其為一種泡沫增效劑。
由乙醇胺鹽酸鹽環合、中和可生成六水哌嗪。
乙醇胺可與氨在鎳催化劑條件下發生气相反應，生成常用的螯合劑乙二胺：

## 製備
可由氨水和環氧乙烷反應製備，副產物為二乙醇胺和三乙醇胺。可通過改變反應物的比例控制產率。
反應為放熱反應，反應過程需要控制，防止突然放熱引起失控。

## 用途
- 普遍作為氣體中提取酸性組分的淨化液，亦是乳化劑的中間體
- 氣相色譜固定液和溶劑
- 製造藥物和染料的原料
- 食品工業用加工助劑[1]

## 危險
稀的乙醇胺水溶液具有非常弱的鹼性和刺激性，但隨著濃度增大，會刺激眼、皮膚和粘膜。操作時應穿戴防護用品，保持良好通風。溶液濺入眼內時，應立刻用水沖洗15分鐘，必要時送院求醫。